# Хирштейн, Исраэль
Исраэль Натан Херштейн (28 марта 1923 — 9 февраля 1988) — американский математик еврейского происхождения, назначенный профессором в Чикагском университете в 1951 году. Он работал в различных областях алгебры, включая теорию колец, с более чем 100 исследовательскими работами и более чем дюжиной книг.

## Образование и карьера
Херштейн родился в Люблине, Польша, в 1923 году. Его семья эмигрировала в Канаду в 1926 году, и он вырос в суровой и непривилегированной среде, где, по его словам «ты либо стал гангстером, либо профессором колледжа». В школьные годы он играл в футбол, хоккей с шайбой, гольф, теннис и бильярд. Он получил степень бакалавра в Университете Манитобы и степень магистра в Университете Торонто. Он получил степень доктора философии в Университете Индианы в 1948 году. Его советником был Макс Цорн. Он занимал должности в Университете Канзаса, Университете штата Огайо, Университете Пенсильвании и Корнельском университете, прежде чем окончательно обосноваться в Чикагском университете в 1962 году. Он был стипендиатом Гуггенхайма в 1960—1961 учебном году.
Он известен своим ясным стилем письма, примером чего являются его «Темы по алгебре», введение студентов в абстрактную алгебру, впервые опубликованное в 1964 году, со вторым изданием в 1975 году. Более продвинутым текстом являются его «Некоммутативные кольца» в серии математических монографий Каруса. Его основным интересом была некоммутативная теория колец, но он также писал статьи по конечным группам, линейной алгебре и математической экономике.
У него было 30 аспирантов, он много путешествовал и читал лекции, говорил на итальянском, иврите, польском и португальском языках. Он умер от рака в Чикаго, Иллинойс, в 1988 году. Среди его докторантов — Мириам Коэн, Уоллес С. Мартиндейл, Сьюзан Монтгомери, Карен Паршал и Клаудио Процези.

## Избранные публикации
- Херштейн, И. Н. (May 1954). On the Lie ring of a simple ring. Proc Natl Acad Sci U S A. 40 (5): 305–306. Bibcode:1954PNAS...40..305H. doi:10.1073/pnas.40.5.305. PMC 534126. PMID 16589478.
- Херштейн, И. Н. (October 1965). A counterexample in Noetherian rings. Proc Natl Acad Sci U S A. 54 (4): 1036–1037. Bibcode:1965PNAS...54.1036H. doi:10.1073/pnas.54.4.1036. PMC 219788. PMID 16578617.
- Rings with involution. — Chicago & London : Univ. Chicago Press, 1976.[6]